# Semana Internacional de Cine de Valladolid
A Semana Internacional de Cine de Valladolid ou SEMINCI é uma mostra cinematográfica celebrada na cidade espanhola de Valladolid, que vem se evoluindo desde a sua criação em 1956 quando era conhecida como Semana de Cine Religioso de Valladolid realizada durante a Semana Santa, até se converter em um dos principais festivais de cinema internacional da Espanha.
O festival foi a porta de entrada para diretores e cineastas que antes eram desconhecidos na Espanha. O público espanhol se familiarizou com nomes como Ingmar Bergman, Luis Buñuel, François Truffaut, Wajda Andrzej, Federico Fellini, Ermanno Olmi e Yilmaz Güney a partir da divulgação de filmes pelo SEMINCI.

## História
A primeira edição do festival foi realizada em 20 de março de 1956 com a denominação de Semana de Cine Religioso e a finalidade de transmitir valores morais católicos, unindo a celebração à Semana Santa. Nas primeiras edições não era de caráter competitivo e não eram entregue prêmios. Em 1958 apareceram os prêmios Don Bosco de ouro e prata, e a menção especial, que no ano seguinte foram substituidos pelo Lábaro e o Premio Ciudad de Valladolid, respectivamente.
Os filmes a serem vistos eram selecionados já então seguindo os critérios de qualidade e não de quantidade, ainda que isso supunha ter um número suficiente de obras. A partir de 1960 o festival para a se chamar Semana Internacional de Cine Religioso y de Valores Humanos e a temática dos filmes se ampliou, aceitando aquelas em que predominavam os valores humanos e comprometidos. Esse ano começou também a ser entregue a Espiga de Oro, que coexistiu nos seguintes anos com os prêmios já citados e desde 1961 com o Premio San Gregorio.
Em 1973 o festival adota seu nome atual, devido ao progressivo incremento dos filmes em competição e do interesse dos produtores por apresentar suas obras no festival. No ano seguinte desaparece o Lábaro e a Espiga de Oro se converte no prêmio principal. Posteriormente foi introduzido os premios de melhor ator e atriz (1979), melhor roteiro (1984), melhor filme estreante (1989), prêmio do juri (1991) e o melhor diretor estreante (1992), entre outros.

## Seções e sede
As edições recentes da SEMINCI constam das seguintes seções, segundo estabelece seu regulamento:
1. Seção Oficial (Sección oficial)
2. Ponto de Encontro (Punto de encuentro)
3. Tempo de História (Tiempo de historia)
4. Ciclos (Ciclos)

O Teatro Calderón é a sede principal do evento e acolhe as festas de abertura, encerramento e a entrega dos prêmios, além de vários filmes da seção oficial. O restante das projeções e seções têm lugar em diversos cinemas e salas da cidade.

## Prêmios
No edição de 2011 do festival foram entre os seguintes prêmios, a cargo de um júri próprio para cada seção, e entregando o prêmio em dinheiro ao diretor do filme vencedor.